# ウォロバ地方
ウォロバ地方（Woroba）は、コートジボワールの地方（District）のひとつ。首府はセゲラ。人口は84万人（2014年国勢調査）と比較的少ない。

## 地理
西部に位置し、隣国ギニア、デンゲレ地方、モンターニュ地方、サッサンドラ＝マラウェ地方、サヴァヌ地方、バンダマ渓谷地方と接する。

## 設立まで
2011年の行政区画再編に伴ってバフィン州とウォロドゥーグー州を統合して成立した。

## 下位行政区画
ウォロバ地方は、3つの州（Région）を管轄する。
- バフィン州（Bafing） - トゥーバ（fr:Touba）
- ベレ州（Béré） - マンコノ（fr:Mankono）
- ウォロドゥーグー州（Worodougou） - セグエラ（Séguéla）